# Викинг (кратер)
Викинг (англ. Viking) — небольшой марсианский ударный кратер, расположенный на плато Меридиана. Координаты кратера — 1°59′45″ ю. ш. 5°30′44″ з. д. / 1,9960389° ю. ш. 5,5123000° з. д.. Кратер посетил марсоход «Оппортьюнити» 31 марта-2 апреля 2005 года (421-423 сол). Диаметр кратера составляет порядка 18 метров. Вокруг и внутри кратера разбросано множество горной породы, которая была выброшена при ударе, сформировавший этот кратер. Кратер находится в 71 м южнее от кратера Кнорр, в 115 м севернее кратера Вояджер, и в 1042 м от крупного (относительно близлежащих кратеров) кратера Эребус. На севере, в 852 м от него находится небольшой кратер Джеймс Кэрд, который также посетил марсоход. Исследования кратера ограничились его визуальным осмотром (научной ценности не представлял).

Кратер Викинг, снятый с борта марсохода «Оппортьюнити» 31 марта 2005 года (421 сол).

Кратер Викинг, снятый уже 1 апреля 2005 года (422 сол).

Участок кратера приблизительно в истинных цветах, 2 апреля 2005 года (423 сол).